# Shahrud
Shāhrūd (farsi شاهرود), conosciuta anche come Emamshahr, è il capoluogo dello shahrestān di Shahrud, circoscrizione Centrale, nella provincia di Semnan in Iran. Aveva, nel 2006, una popolazione di 126.916 abitanti. Si trova a metà strada tra Teheran e Mashhad. L'antica città di Bastam si trova 6 km a nord di Shahrud. Molti luoghi d'interesse archeologico e storico si trovano nei dintorni e nei vicini villaggi di Kherqani, Farumad, Miandasht.
A est della città si trova la principale pista di lancio iraniana dei missili Shahab-3.